# Epomis
Epomis ist eine Gattung der Laufkäfer (Carabidae). Sie gehört in der Unterfamilie Harpalinae zur Tribus Chlaeniini (Synonym: Callistini), die vorwiegend in Sümpfen und anderen nässegeprägten Lebensräumen lebende Arten umfasst. Viele Taxonomen betrachten Epomis nur als Untergattung der Gattung Chlaenius. Die Gattung umfasst weltweit etwa 20 bis 30 Arten, davon kommen zwei in Europa vor.

## Merkmale
Die Arten der Gattung sind schwarz oder häufiger metallisch blau oder grün gefärbt, mit einem auffallenden gelben Randsaum und meist gelb gefärbten Beinen und Fühlern. Von den verwandten Gattungen unterscheiden sie sich durch die kurzen (weniger als dreimal so langen wie breiten) und dreieckig erweiterten Labialpalpen sowie durch die Antennen, deren drittes Glied viel länger ist als das vierte.
Die Larven erreichen eine Körperlänge bis ca. 20 Millimeter, sie sind gelb mit schwarzer Zeichnung oder schwarz gefärbt. Wie viele Carabidenlarven sind sie langgestreckt mit vorstehenden langen Mandibeln und zwei Fortsätzen (Urogomphi) am Hinterende. Die beiden europäischen Arten können nach dem Zeichnungsmuster unterschieden werden.

## Lebensweise
Die Imagines wie die Larven leben meist in der Uferzone von Gewässern.
Die Larven und Imagines der Arten Epomis circumscriptus und Epomis dejeani jagen in einer seltenen Umkehrung des üblichen Räuber-Beute-Verhältnisses Frösche und andere Amphibien. Die Käferlarve verhält sich dabei zunächst wie ein Beutetier, verbeißt sich jedoch beim Fressversuch eines Frosches in diesen. Zunächst saugt die Larve Körperflüssigkeiten aus der Wunde des erbeuteten Lurches auf und geht dann dazu über, die Beute kauend zu verspeisen. Falls der hervorschnellenden Zunge nicht ausgewichen werden konnte und das Insekt verschluckt wird, wird es meist schnell wieder hervorgewürgt. In einem Fall einer bereits verspeisten Larve passierte dies erst nach zwei Stunden. Selbst nach dieser Zeitspanne wurde der Frosch, wenn auch mit etwas Nachhilfe der Forscher, gefressen. Auch die Imagines töten Amphibien und ernähren sich davon.
Die Imagines schleichen sich von hinten an ihre Opfer, frisch metamorphisierte Jungfrösche, an und beißen sich mit den Mandibeln am Rücken fest. Der Frosch versucht, durch Sprünge zu entkommen oder den Räuber abzuschütteln, meist vergeblich. Nach einem gezielten Biss in der Beckenregion, vermutlich durch Durchtrennen der Wirbelsäule und der Muskeln, verliert das Opfer seine Bewegungsfähigkeit und wird binnen einer bis anderthalb Stunden bis auf den Kopf und die Extremitäten gefressen.
Auch von der ostasiatischen Art Epomis nigricans wurde berichtet, dass sie sich zumindest gelegentlich von Amphibien ernährt.

## Verbreitung
Die Gattung hat ihr Verbreitungszentrum in Afrika südlich der Sahara, daneben kommen einige Arten in Ostasien bis nach Japan vor. Fünf Arten leben in der West-Paläarktis. Die beiden Arten Epomis circumscriptus und Epomis dejeani erreichen Europa von Südosten her. Die nördliche Verbreitungsgrenze liegt für E. dejeani in der ungarischen Donauebene bzw. für E. circumscriptus in Norditalien und Südfrankreich. Die Arten sind in Europa selten. Epomis circumscriptus ist in Italien vermutlich vom Aussterben bedroht.